# Église Saint-Martin-du-Pont de Rouen
Pour les articles homonymes, voir Église Saint-Jean.
L’église Saint-Martin-du-Pont est une église paroissiale disparue de Rouen. Elle était située au croisement de la rue Saint-Martin (actuelle rue Grand-Pont) et de la rue de la Savonnerie.

## Historique
Probablement simple chapelle à ses débuts, construite à côté ou sur l'une des portes de la ville, elle est attestée en 1025. Mais son vocable pourrait la faire remonter au VIe siècle. Grégoire de Tours mentionne une basilique Saint-Martin sur le rempart où se sont réfugiés Brunehaut et Mérovée en 576. D'après Dudon de Saint-Quentin, c'est non loin de Saint-Martin que débarque vers 906 Rollon. 
L'église doit son nom au pont en pierre érigé par Mathilde l'Emperesse.
Parmi ses paroissiens figuraient les familles Allorge et Le Lieur. Le maire Robert Allorge († 1374) y est inhumé. Guillaume Allorge († après 1396), maire de Rouen fait construire avec son fils Robert († 1412) la chapelle Sainte-Anne (collatéral droit).
L'église est supprimée en 1791 et vendue en 1792 pour 110 500 livres. Elle est démolie vers 1800.

## Description

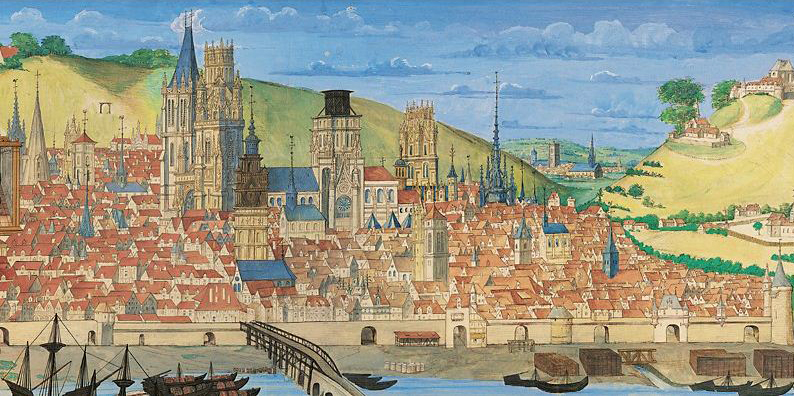
On voit son clocher démesuré au devant de la cathédrale.

L'église était reconnaissable par son clocher pyramidal en charpente élevé par Robert Becquet, qui a également réalisé la flèche Renaissance de la tour-lanterne de la cathédrale. Elle surmontait la tour du clocher située à l'extrémité du bas-côté nord. L'église comportait une nef et deux collatéraux voûtés en pierre.